# Christus (Liszt)
Pour les articles homonymes, voir Christus.

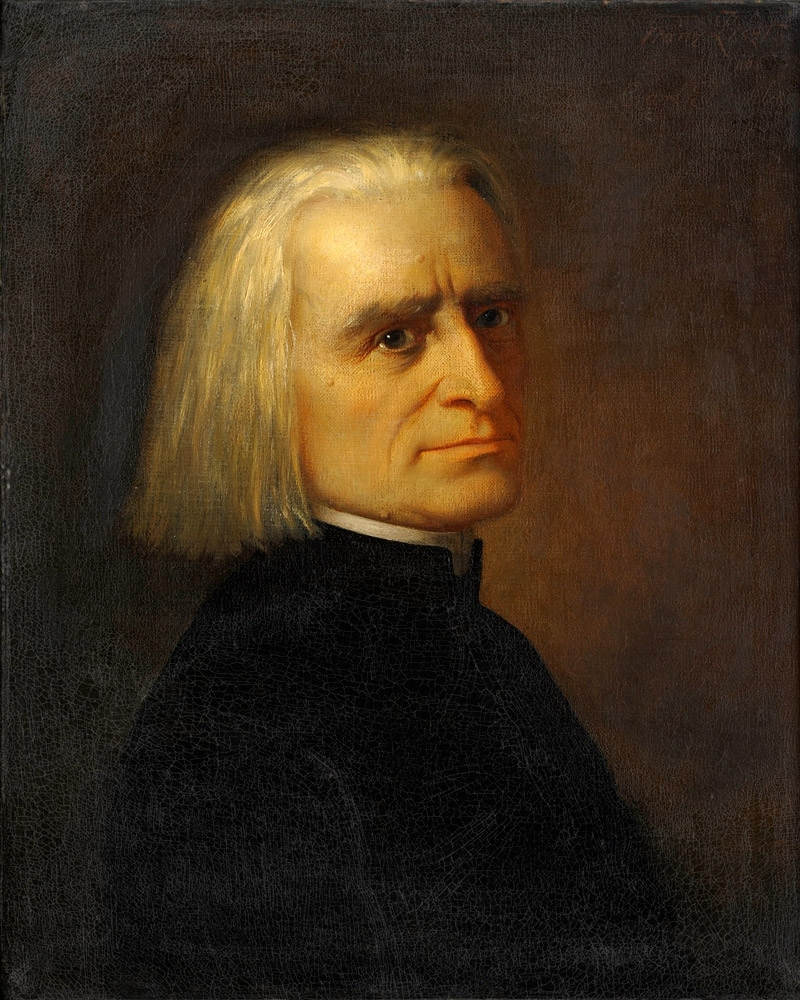
Franz Liszt

Christus (S3) est un oratorio du compositeur et pianiste hongrois Franz Liszt, composé entre 1862 et 1866. Cet oratorio rend compte de la vie de Jésus-Christ, de la naissance à la résurrection.

## Contexte
Après son départ de Weimar pour Rome en 1861, Liszt va focaliser une majeure partie de son travail de compositeur sur des œuvres religieuses. La composition de son oratorio Christus s'est étalée de 1862 à 1866 avec de plus ou moins longues pauses. Il l'achève en septembre 1866, mais c'est en décembre de la même année qu'il le considère comme terminé, après avoir fait divers ajouts et corrections. Christus est publié en 1872 et créé le 29 mai 1873 à l'église protestante de Weimar.

## Structure
L'oratorio a une durée d'environ trois heures et requiert une puissance vocale et orchestrale importante. Pour ces raisons, il n'est que rarement joué dans les salles de concert de nos jours.
Il se divise en trois parties majeures :
- Première partie : Oratorio de Noël
- Deuxième partie : Après l'Épiphanie
- Troisième partie : Passion et résurrection

### Première partie: Oratorio de Noël
I. Introduction

II. Pastorale « Le message des Anges »

III. Stabat Mater speciosa

IV. Pastorale « Les bergers auprès de la crèche »

V. Les trois mages

### Deuxième partie: Après l'Épiphanie
VI. Les béatitudes

VII. Pater noster « L'oraison dominicale »

VIII. Tu es Petrus « La fondation de l'Église »

IX. Et ecce motus magnus « Le miracle »

X. Hosanna, benedictus « L'entrée à Jérusalem »

### Troisième partie: Passion et résurrection
XI. Tristis est anima mea

XII. Stabat Mater dolorosa

XIII. O filii et filiae « Hymne de Pâques »

XIV. Resurrexit « Ressuscité »

## Analyse de l'œuvre
Christus marque le retour du thème grégorien dans la musique classique, et ce dès l'introduction de l'oratorio, avec l'utilisation du chant Rorate cæli. De telles harmonies avaient disparu de la musique « au point que Lesueur, le maître de Berlioz, les considérait comme absolument morts ». On retrouve ce même « sens grégorien » dans les harmonisations d'autres passages de l'oratorio (Stabat mater speciosa, Les béatitudes, etc.).

À l'opposé, Liszt use largement de notes de passages chromatiques et de modulations monodiques (Le miracle), ainsi que de réalisations au chromatisme très expressif (Stabat mater dolorosa) et en quintes augmentées qui annoncent les franckistes et l'école russe (Tristis est anima mea).

## Enregistrements
- Miklós Forrai (en), avec l'Orchestre symphonique d'état hongrois (Hungaroton, 1970)
- Antal Doráti, avec l'Orchestre symphonique d'état hongrois (Hungaroton, 1986)
- Helmut Rilling, avec l'Orchestre radio-symphonique de Stuttgart (Brilliant Classics, 1997)
- Joshard Daus, avec le Jenaer Philharmonie (Glor Classics, 2001)
- James Conlon, avec l'Orchestre philharmonique de Rotterdam (Erato, 2004)
- Roman Kofman, avec l'Orchestre Beethoven de Bonn (MDG, 2007)
- Nicolas Horvath, transcriptions pour piano seul (Hortus, 2013)

Christus a été donné simultanément dans plusieurs villes du monde pour le « World Liszt Day », à l'occasion du bicentenaire de Franz Liszt, le 22 octobre 2011 : Paris, Budapest, Eger, Győr, Pécs, Bayreuth, Vienna, Prague, Vilnius, Seoul, etc.